# Уряд Леоніда Кучми
Уряд Леоніда Кучми — другий склад Кабінету Міністрів України, що був призначений 27 жовтня 1992 року і діяв по вересень 1993 року. Леоніда Кучму було звільнено з посади Прем'єр-міністра України за власним бажанням, а його Кабінету Міністрів було висловлено недовіру 21 вересня 1993 року на пленарному засіданні Верховної Ради України. Після відставки Кучми обов'язки прем'єр-міністра виконував Юхим Звягільський до червня 1994 року, коли Прем'єр-міністром було призначено Віталія Масола.

## Історія

### Призначення нового уряду
1 жовтня 1992 року Верховна Рада України погодила пропозицію президента Леоніда Кравчука про відставку Вітольда Фокіна з посади прем'єр-міністра у зв'язку з його виходом на пенсію і висловила недовіру усьому складу Кабінету Міністрів, що відповідно до діючої конституції означало відставку Уряду. Наступного дня президент Кравчук призначив Першого Віце-прем'єр-міністра Валентина Симоненка виконуючим обов'язки Прем'єр-міністра і доручив членам Кабінету Міністрів України продовжувати виконувати свої обов'язки до формування нового складу Кабінету Міністрів України.
12 жовтня 1992 року президент Кравчук запропонував посаду прем'єр-міністра маловідомому народному депутату і директору заводу «Південмаш» Леоніду Кучмі.
Наступного дня 13 жовтня Кравчук представив кандидатуру Кучми у парламенті. Кучма охарактеризував економічну ситуацію як катастрофічну та заявив, що готовий очолити уряд, який візьме на себе всю повноту відповідальності за непопулярні рішення. Після цього Верховна Рада 316-ма голосами затвердила Кучму новим Прем'єр-міністром України.
27 жовтня 1992 року Верховна Рада 296-ма голосами затвердила поданий президентом Кравчуком та прем'єр-міністром Кучмою персональний склад нового уряду. До складу уряду окрім прем'єр-міністра увійшли: Перший віце-Прем'ер-міністр, 5 Віце-Прем'єр-міністрів, 21 міністр і 5 голів інших державних органів. Водночас 21 з 33 урядовців зберіг свою посаду з попереднього уряду.
Прем'єрство Леоніда Кучми проходило в складних соціально-економічних умовах, коли за порушених виробничих зв'язків з пострадянськими державами Україна опинилась у тривалій кризі: спад ВВП склав 10 %, дефіцит бюджету — 14 %. Одним із заходів її подолання став вихід із «рублевої зони», і незабаром Кучма очолив Державну комісію з проведення грошової реформи, згідно з якою з 12 листопада 1992 року єдиним платіжним засобом на території Україна став український купонокарбованець.
13 листопада 1992 року президент Кравчук видав черговий указ про реорганізацію та ліквідацію міністерств і відомств.

### Надзвичайні повноваження уряду
18 листопада 1992 року Леонід Кучма виступив у парламенті з доповіддю «Про антикризові заходи уряду», у якій зазначив, що для подолання проблем в економіці і системі державного управління, уряду необхідно надати надзвичайні повноваження для оперативного регулювання економікою. Верховна Рада майже без обговорення конституційною більшістю ухвалила Закон «Про тимчасове зупинення повноважень Верховної Ради України, передбачених пунктом 13 статті 97 Конституції України і повноважень Президента України, передбачених пунктом 7-4 статті 114-5 Конституції», передавши Кабміну право здійснювати законодавче регулювання відносин власності, підприємницької діяльності тощо, а також надзвичайні повноваження, якими був наділений Президент. Порядок застосування Кабміном надзвичайних повноважень передбачав, що уряд приймає декрети, котрі мають силу закону, а Верховна Рада протягом 10 днів мала право накладати на них вето. Декрети Кабміну могли зупиняти чинні закони та були обов'язковими до виконання на всій території України. Таких повноважень ні до, ні після не мав жоден інший уряд України.
Надзвичайно швидке видання декретів урядом викликало невдоволення у суспільстві. Зокрема 20 січня 1993 року під час спільного засідання постійних комісій Верховної Ради за участю уряду і президента, Кучма визнав, що «декретотворення йшло занадто швидко, без глибокого комплексного опрацювання». Відтак 27 січня Верховна Рада прийняла постанову, в якій наголошувала, що невиважене та поспішне прийняття декретів «призвело до зростання соціального напруження в суспільстві» і рекомендувала Кабміну внести зміни до деяких декретів. Однак, 3 лютого Верховна Рада 283-ма голосами підтримала план дій уряду на 1993 рік.
17 березня 1993 року Верховна Рада зазначила, що Кабінетом Міністрів «не вжито заходів з виконання завдань», передбачених постановою про соціально-економічне становище. Цього ж дня про свою відставку з поста Першого віце-прем'єра заявив Ігор Юхновський. а виконувати його обов'язки призначили Василя Євтухова.
Також 17 березня уряд ухвалив декрет «Про довірчі товариства», внаслідок чого мільйони громадян України втратили заощадження та довіру до держави.
Сам Кучма пояснював нездатність уряду переломити ситуацію в економіці низькою ефективністю управлінської вертикалі, некерованістю регіональної адміністративної та економічної влади. Зокрема 8 квітня під час обговорення Держбюджету на 1993 рік він заявив, що «Кабінет Міністрів фактично вичерпав свої резерви для нормалізації ситуації макроекономічними методами і переконався в тому, що ці методи вимагають суттєвого політико-адміністративного доповнення» і запропонував запровадити «спеціальний режим управління, з участю і відповідальністю всіх вищих посадових осіб, із залученням усіх державних органів».
21 травня 1993 року сплив термін надзвичайних повноважень Кабінету Міністрів, але парламент відмовився їх продовжувати.

### Відставка Кучми
11 червня 1993 року, на хвилі шахтарського невдоволення Першим віце-прем'єр-міністром України було призначено Юхима Звягільського.
17 червня 1993 року Верховна Рада, після тривалої боротьби за владу з Президентом і під тиском шахтарських страйків, призначила на 26 вересня 1993 року проведення референдуму про довіру Президенту України та Верховній Раді України.
9 вересня 1993 року Кучма подав у відставку, і 21 вересня 1993 року парламент прийняв її, висловивши недовіру усьому складу Кабінету Міністрів.
22 вересня 1993 року президент Кравчук доручив виконувати обов'язки очільника уряду Першому віце-прем'єр-міністру Юхиму Звягільському.
24 вересня 1993 року, за два дні до проведення референдуму про довіру президенту і парламенту, його було скасовано. Натомість під тиском Народного Руху Верховна Рада призначила на 27 березня 1994 року парламентські вибори, а на 26 червня 1994 року — президентські.
16 червня 1994 року Верховна Рада за поданням президента Кравчука затвердила новим Прем'єр-міністром України Віталія Масола, який вже до того був Головою Ради Міністрів УРСР у 1987—1990 роках і був змушений піти у відставку через студентські протести. Після того президент Кравчук, а потім і новообраний президент Кучма, призначили членів нового уряду.

## Склад уряду
| Посада                                                                         | Особа |
| ------------------------------------------------------------------------------ | --- |
| Прем'єр-міністр                                                                | Кучма Леонід Данилович |
| Перший віце-прем'єр-міністр                                                    | Юхновський Ігор Рафаїлович (по 17 березня 1993) Звягільський Юхим Леонідович (з 11 червня 1993)                                                          |
| Віце-прем'єр-міністр з питань агропромислового комплексу                       | Дем'янов Володимир Васильович |
| Віце-прем'єр-міністр з питань гуманітарної політики                            | Жулинський Микола Григорович |
| Віце-прем'єр міністр з питань економічної реформи                              | Пинзеник Віктор Михайлович (до 30 серпня 1993) |
| Віце прем'єр-міністр з питань паливно-енергетичного комплексу                  | Іоффе Юлій Якович |
| Віце-прем'єр-міністр з питань промиловості та будівництва                      | Євтухов Василь Іванович |
| Міністр внутрішніх справ                                                       | Василишин Андрій Володимирович |
| Міністр економіки                                                              | Пинзеник Віктор Михайлович (до 13 квітня 1993) Банніков Юрій Олександрович (з 13 квітня 1993 до 30 серпня 1993) Шпек Роман Васильович (з 30 серпня 1993) |
| Міністр енергетики і електрифікації                                            | Скляров Віталій Федорович |
| Міністр закордонних справ                                                      | Зленко Анатолій Максимович |
| Міністр зв'язку                                                                | Проживальський Олег Петрович |
| Міністр зовнішніх економічних зв'язків                                         | Герц Іван Іванович |
| Міністр культури                                                               | Хоролець Лариса Іванівна (по 17 листопада 1992) Дзюба Іван Михайлович                                                                                    |
| Міністр лісового господарства                                                  | Самоплавський Валерій Іванович |
| Міністр машинобудування, військово-промислового комплексу і конверсії          | Антонов Віктор Іванович |
| Міністр оборони                                                                | Морозов Костянтин Петрович |
| Міністр освіти                                                                 | Таланчук Петро Михайлович |
| Міністр охорони здоров'я                                                       | Спіженко Юрій Прокопович |
| Міністр охорони навколишнього природного середовища                            | Костенко Юрій Іванович |
| Міністр праці                                                                  | Каскевич Михайло Григорович |
| Міністр промисловості                                                          | Голубченко Анатолій Костянтинович |
| Міністр соціального забезпечення                                               | Єршов Аркадій Віталійович |
| Міністр статистики                                                             | Борисенко Микола Іванович |
| Міністр транспорту                                                             | Климпуш Орест Дмитрович |
| Міністр у справах захисту населення від наслідків аварії на Чорнобильській АЕС | Готовчиць Георгій Олександрович |
| Міністр у справах молоді і спорту                                              | Борзов Валерій Пилипович |
| Міністр фінансів                                                               | П'ятаченко Григорій Олександрович |
| Міністр юстиції                                                                | Онопенко Василь Васильович |
| Міністр Кабінету Міністрів                                                     | Лобов Анатолій Костянтинович |
| Міністри без портфелів                                                         | |
| Голова Служби безпеки                                                          | Марчук Євген Кирилович |
| Голова Державного комітету у справах охорони державного кордону                | Губенко Валерій Олександрович |
| Голова Фонду державного майна                                                  | Прядко Володимир Володимирович |
| Голова Антимонопольного комітету                                               | Завада Олександр Леонідович |
| Голова Правління Національного банку                                           | Гетьман Вадим Петрович |